# Лирой Фарингтън Острандър
Лирой Фарингтън Острандър (на английски: Leroy Farrington Ostrander) (20 август 1872 – 12 декември 1926) е американски мисионер, педагог и дипломат, ръководил Американски протестантски училища в Самоков и допринесъл значително за американско-българските отношения и образователното дело в България в началото на XX век.

## Ранни години
Лирой Фарингтън Острандър е роден на 20 август 1872 г. в Дъбюк, Айова. Той е син на д-р Лутър Алън Острандър, учител в Робърт колеж в Константинопол, и внук на Александър Томсън от Британското и чуждестранно библейско дружество.
Острандър следва в колежа Хамилтън в Ню Йорк, който завършва през 1894 г. По време на студентските си години той участва активно в атлетиката, Християнската младежка асоциация (YMCA) и различни академични общества. Заема множество ръководни позиции, включително президент на тенис асоциацията и президент на атлетическата асоциация.

## Кариера
След като завършва колежа Хамилтън, Острандър преподава в Робърт колеж в Константинопол, от 1895 до 1898 г. След това се завръща в Съединените щати, за да завърши богословската семинария в Обърн през 1901 г. и е ръкоположен за презвитериански свещеник.

### В България
През 1901 г. Острандър се жени за Мери Луиз Ройс и двойката скоро отпътува на мисия в България по назначение от Американския съвет на комисарите за чуждестранни мисии (на английски: American Board of Commissionaries for Foreign Missions). През януари 1902 г. Лирой и Мери пристигат в Самоков, където Острандър е назначен за директор на „Американски колегиум и богословски институт“ (също Колегиалния и богословски институт) през 1904 г. Той заема тази длъжност в продължение на 24 години, до 1926 г.
Мандатът на Острандър в института е белязан със значителни постижения в образованието и общественополезен труд. Той е допринесъл за изграждането на училището, което в крайна сметка се превръща в Американския колеж в София. За заслугите му по време на бурните Балканска (1912 – 1913 г.), Междусъюзническа (1913) и Първа световна война получава няколко отличия за приноса му към образованието и усилията му за облекчаване на последиците от войната, включително от царица Елеонора Българска и цар Борис III.

## Семейство
Острандър и съпругата му Мери сключват брак в САЩ през декември 1901 г. Двамата са предани сътрудници в своята мисия. Имат двама сина – Алън Ройс Острандър, роден на 14 юни 1907 г. в Самоков, починал в 1968 г. и Джон Холи Острандър, починал преди да навърши 1 година. Семейство Острандър са уважавани и обичани фигури в своята общност.
Здравето на Острандър се влошава поради напрежението на работата му и той се завръща в Съединените щати през август 1926 г. Почива на 12 декември 1926 г. в Клифтън Спрингс, Ню Йорк. Съпругата му Мери прекарва последните си години в Калифорния, където умира през 1947 г.

## Награди
- Царица Елеонора го награждава за помощ в облекчаването на последиците от войната през 1913 г.
- Цар Борис го награждава с орден за граждански заслуги и сребърен кръст през 1926 г.[1]